# Биков Ролан Антонович
Ролан Антонович Биков (за документами, починаючи з повоєнного часу, через помилку паспортиста — Роланд Анатолійович; сценічне ім'я — Ролан Биков; рос. Рола́н Анто́нович Бы́ков; 12 жовтня 1929, Київ, Українська СРР, СРСР — 6 жовтня 1998, Москва, Росія) — радянський і російський актор і   режисер театру і кіно, сценарист, педагог. Народний артист СРСР (1990). Лауреат Державної премії СРСР (1986), Державної премії РРФСР ім. братів Васильєвих (1987) і Премії Президента Російської Федерації (1999).

## Біографія
Народився в родині Семена Геронім-Костянтиновича Гордановського (польсько-чеського походження), який змінив прізвище, ім'я та по-батькові у 20-х роках ХХ сторіччя на Биков Антон Михайлович та єврейки Елли Матусівни Ситняковської, яка змінила пізніше ім'я та по-батькові на Ольга Матвіївна.
З 1939 року займався в театральній студії «Родник» (керівник Ольга Ларіна) Будинку піонерів на Кіровській разом з відомими згодом діячами: режисерами Олександром Міттою, В. Андрєєвим, Б. Рицаревим, акторами Ігорем Кваша, М. Прокоповичем. Закінчив Театральне училище імені Щукіна (педагоги: В. К. Львова та Л. М. Шихматов). Як актор і режисер Биков виступав на сценічних підмостках — в Московському ТЮГу (з 1951 по 1959), Ленінградському театрі імені Ленінського комсомолу (1958—1960). В 1957—1959 році керував студентським театром МДУ.
Працював на кіностудії «Мосфільм» актором, режисером, художнім керівником об'єднання «Юність». У 1989—1992 роках був директором Всесоюзного центру кіно і телебачення для дітей та юнацтва. Обирався секретарем Союзу кінематографістів СРСР. Народний депутат СРСР в 1989—1991 років. Творець і керівник Міжнародного фонду розвитку кіно і телебачення для дітей та юнацтва («Фонд Ролана Бикова»). Очолював позапартійний суспільно-політичний Рух 95 — спілку громадських організацій працівників культури, науки, освіти та екології. Був президентом банку «Хелп». Дійсний член Леонардо-клубу, брав участь у врученні Міжнародної Леонардо-премії Юрію Лужкову.
Був одружений впродовж 15 років з актрисою Л. Н. Князєвою, з якою усиновив дитину — Олега Ролановича Бикова (1958—2002). Вдова — Олена Санаєва. Пасинок — популярний російський письменник Павло Санаєв.

## Фільмографія
- 1954 — Школа мужності — реаліст
- 1955 — Педагогічна поема — степан Перець
- 1955 — Шляхи і долі — Винник
- 1956 — Це починалось так… — Вася Лапшин
- 1958 — Наш кореспондент — Микола Уваров — бригадир зварювальників
- 1959 — Шинель — Акакій Акакійович Башмачкін
- 1960 — Балтійське небо — старший лейтенант Кабанков
- 1960 — Міст перейти не можна — Стенлі
- 1960 — Обережно, бабусю! — Іван Ілліч
- 1960 — Російський сувенір — епізод
- 1960—1961 — Воскресіння — божевільний
- 1962 — Подорож у квітень — виноторговець
- 1963 — Великий гніт (кіноальманах) — кавказець-хабарник
- 1963 — Невигадана історія — хлопець на брусах
- 1963 — Пропало літо — чоловік на ринку
- 1963 — Співробітник НК — священик
- 1963 — Вулиця Ньютона, будинок 1 — рибалка-браконьєр
- 1963 — Я крокую по Москві — «загіпнотизований» перехожий
- 1964 — Викликаємо вогонь на себе — Терех, поліцай
- 1964 — Одруження Бальзамінова — Лук'ян Лук'янович Чебаков
- 1964—1974 — «Фитиль» (короткометражний)
- 1965 — Дзвонять, відчиніть двері — Павло Васильович Колпаков
- 1965 — Здрастуй, це я! — Олег Пономарьов
- 1966 — Айболить-66 — Бармалей / Автор
- 1966 — Душка — Іван Петрович
- 1966 — Андрій Рубльов — скоморох
- 1967 — Та, що біжить по хвилях — Гез, капітан корабля
- 1967 — Комісар — Юхим Магазанник
- 1968 — Капа (короткометражний) — Іван
- 1968 — Мертвий сезон — Іван Павлович Савушкін
- 1968 — Служили два товариші — Іван Карякін
- 1969 — Адам і Хева — старий
- 1969 — Увага, черепаха! — бабуся Діденко
- 1969 — Егмонт (фільм-спектакль) — Фансі
- 1969 — Жди мене, Анна — Міня
- 1969 — Остання реліквія — брат Йоханнес
- 1969 — Сюжет для невеликого оповідання — Михайло Павлович Чехов
- 1970 — Корона Російської імперії, або Знову невловимі — лисий імператор
- 1971 — Дикий капітан — адмірал
- 1971 — Їхали в трамваї Ільф і Петров — Федоренко Іван Самойлович
- 1971 — Перевірка на дорогах — Іван Єгорович Локотков
- 1971 — Телеграма — хлопець з чубом
- 1972 — Записки Піквікського клубу (фільм-спектакль) — Йов Троттер
- 1972 — Мічений атом — Пчолкін, провідник
- 1972 — Петерс — Терехов, начальник московської міліції
- 1972 — Принц і жебрак — сер Вільям
- 1972 — Зійти на берег — Коклен
- 1972—1973 — Велика перерва — Олександр Трохимович Петрикін
- 1973 — Докер — Агапов
- 1973 — Виконуючий обов'язки — маляр
- 1973 — Капітан (короткометражний) — дядько Харитон
- 1973 — Мегре і людина на лаві — клоун Фред
- 1974 — Автомобіль, скрипка і собака Клякса — диригент / Леонід Ломакін / глухоніма старенька з кішками
- 1974 — Ходіння по муках — Кузьма Кузьмич
- 1975 — На ясний вогонь — Лев Пантейлемонович Дубасов
- 1975 — Пригоди Буратіно — кіт Базіліо
- 1976 — 12 стільців — отець Федір
- 1976 — Село Утка — Шишок
- 1976 — Дні хірурга Мішкіна — Іван
- 1976 — Звичайна Арктика — Андрій Миронович
- 1976 — Підранки — Воладимир Громов
- 1977 — Ніс — Ковальов, Ніс, Іван Якович, Блукаючий селянин
- 1977 — За сімейними обставинами — логопед
- 1977 — Про Червону Шапочку — боягузливий мисливець
- 1977 — Рудін — Африкан Семенович Пігас
- 1977 — Юлія Вревська — Брофт
- 1978 — Поки божеволіє мрія — Панкратьєв
- 1978 — По вулицях комод водили — дільничний лікар
- 1979 — Жив-був настроювач — Іван Іванович
- 1979 — Уявний хворий — пан Діафуарус
- 1979 — Піна — Полудушкін
- 1979 — Поговори на моїй мові (короткометражний)
- 1979 — Пригоди Алі-Баби і сорока розбійників — Абу-Хасан / візир Гулябада
- 1980 — Амністія — Іван Петрович Кичкайло
- 1980 — З життя відпочивальників — Віктор Леонідович Лісюткін
- 1981 — Вакансія — Аристарх Володимирович Вишневський
- 1981 — Душа — Альберт Леонідович Гроб
- 1981 — Золоте руно — дядя Міша
- 1981 — Куди зник Фоменко? — Мирон Петрович Манечкін, начальник цеху
- 1981 — Пригоди Тома Соєра і Гекльберрі Фінна — Меф Поттер
- 1982 — Весільний подарунок — Яша
- 1983 — Опудало — диригент
- 1984 — Герой її роману — Маріо Джузеппе Фаворитов
- 1985 — У пошуках виходу (кіноальманах) — приборкувач
- 1985 — Щиро Ваш… — Геннадій Сергійович Постніков
- 1985 — Місток (кіноальманах) — Семен Лукич
- 1985 — Почни спочатку — Зуєв
- 1985 — Підсудний — адвокат
- 1985 — Співучасть у вбивстві — Френк Філдс, старший інспектор
- 1986 — Листи мертвої людини — професор
- 1986 — Чегемський детектив — міліціонер
- 1986 — Чичерін — Д'Аннунціо, італійський поет
- 1989 — Воно — Петро Петрович Фердищенко
- 1991 — Поза
- 1992 — Арбітр — Володимир Іванович, детектив
- 1993 — Сірі вовки — Микита Сергійович Хрущов
- 1993 — Я — Іван, ти — Абрам — Нахман
- 1995 — Золоте дно — Солоненький
- 1995 — Російський паровоз — Джон Сільвер
- 1995 — Ширлі-мирлі — покупець алмаза
- 1997 — Ніч жовтого бика

### Озвучування
- 1967 — Пісня про Сокола[ru]
- 1975 — Мук-скороход — Ханум (вокал) / Коти (вокал) / Слуга Падишаха / Спортивний коментатор / Лікар
- 1977 — Клаптик і Хмара — Барбацуца
- 1979 — Ростик і Кеша — читає текст
- 1979 — Сталеве кільце — читає текст
- 1980 — Піф-паф, ой-ой-ой! — мисливець, автор опери
- 1981 — Балаган
- 1983 — Казки Дональда Біссет — читає текст
- 1985 — Вовчок
- 1985 — Слоненя захворів
- 1986—1987 — Пригоди пінгвіненяти Лоло
- 1987 — Щасливий Григорій — пес Григорій

### Режисер
- 1962 — Сім няньок
- 1963 — Пропало літо
- 1965 — Гніт (короткометражний)
- 1966 — Айболить-66
- 1969 — Увага, черепаха!
- 1974 — Автомобіль, скрипка і собака Клякса
- 1977 — Ніс
- 1982 — Весільний подарунок
- 1983 — Опудало
- 1990 — Я сюди більше ніколи не повернуся (короткометражний)

### Сценарист
- 1966 — Айболить-66
- 1977 — Ніс
- 1979 — Жив-був настроювач
- 1982 — Весільний подарунок
- 1983 — Опудало
- 1990 — Я сюди більше ніколи не повернуся (короткометражний)